# Liste der Naturdenkmale in Doberlug-Kirchhain
Die Liste der Naturdenkmale in Doberlug-Kirchhain enthält alle Bäume, welche als Naturdenkmal in  der Stadt Doberlug-Kirchhain im Landkreis Elbe-Elster durch Rechtsverordnung geschützt sind. Naturdenkmäler sind Einzelschöpfungen der Natur, deren Erhaltung wegen ihrer hervorragenden Schönheit, Seltenheit oder Eigenart oder ihrer ökologischen, wissenschaftlichen, geschichtlichen, volks- oder heimatkundlichen Bedeutung im öffentlichen Interesse liegt. Grundlage ist die Veröffentlichung des Landkreises Elbe-Elster.

## Legende
In den Spalten befinden sich folgende Informationen:
- Nr.: Identifizierungsnummer nach veröffentlichter Liste. Sie wird von der unteren Naturschutzbehörde des Landkreises oder der kreisfreien Stadt vergeben. Wenn sie bekannt ist, wird sie angegeben. In dieser Spalte kann sich zusätzlich das Wort Wikidata befinden, der entsprechende Link führt zu Angaben zu diesem Naturdenkmal bei Wikidata.
- Bezeichnung: Benennung des Naturdenkmals, in der Regel wird bei Bäume die Baumart genannt. Bekannte Eigennamen werden mit angegeben.
- Gemarkung: Ort oder Gemarkung, in der sich das Naturdenkmal befindet
- Lage: Nennt die Lage des Naturdenkmals im jeweiligen Ortsteil und die geografischen Koordinaten des Naturdenkmals. Link zu einem Kartenansichtstool, um Koordinaten zu setzen. In der Kartenansicht sind Naturdenkmale ohne Koordinaten mit einem roten beziehungsweise orangen Marker dargestellt und können in der Karte gesetzt werden. Denkmale ohne Bild sind mit einem blauen bzw. roten Marker gekennzeichnet, Denkmale mit Bild mit einem grünen beziehungsweise orangen Marker.
- Beschreibung: die Beschreibung des Naturdenkmales
- Schutzzweck: Erläutert den Grund der Unterschutzstellung
- Bild: Zeigt ein Bild des Naturdenkmales und gegebenenfalls ein Link zu weiteren Fotos im Medienarchiv Wikimedia Commons

## Liste
| Bild                                    | Bezeichnung             | Lage | Beschreibung                                                                                              | Schutzzweck                                    | Nummer  |
| --------------------------------------- | ----------------------- | --- | --- | ---------------------------------------------- | ------- |
| Fotos hochladen                         | Stieleiche              | Nexdorf, am Feuerwehrhaus, Dorfstraße 18; Flur 2; Flurstück 482 (51° 38′ 11,2″ N, 13° 22′ 17,2″ O)                                                                    | | Eigenart, Schönheit                            | 103     |
| Weitere Bilder Fotos hochladen          | Stieleiche              | Doberlug-Kirchhain, Am Tagesbau 20; Flur 13; Flurstück 536/2 (51° 37′ 40,8″ N, 13° 35′ 17,3″ O)                                                                       | | Eigenart, Schönhei                             | 104     |
| BW                                      | Eibe                    | Arenzhain, Dorfstraße 20; Flur 1; Flurstück 75, 74 (51° 40′ 33,2″ N, 13° 30′ 34,8″ O)                                                                                 | | Seltenheit, Eigenart, Schönheit                | 105     |
| BW                                      | Eibe                    | Arenzhain, Dorfstraße 22; Flur 1; Flurstück 435 (51° 40′ 32,2″ N, 13° 30′ 37,6″ O)                                                                                    | | Seltenheit, Eigenart, Schönheit                | 106     |
| BW                                      | Stieleiche              | Doberlug-Kirchhain, Siedlung Schulz am Graben; Flur 19; Flurstück 111 (51° 36′ 54,4″ N, 13° 31′ 12,8″ O)                                                              | | naturgeschichtlich, Eigenart, Schönheit        | 110     |
| Weitere Bilder Fotos hochladen          | Blutbuche               | Doberlug-Kirchhain, westlich der Friedhofsmauer; Flur 5; Flurstück 50 (51° 38′ 24,3″ N, 13° 33′ 35,6″ O)                                                              | | Seltenheit, Eigenart, Schönheit                | 111     |
| Weitere Bilder Fotos hochladen          | Eibe                    | Doberlug-Kirchhain, westlich der Friedhofsmauer; Flur 5; Flurstück 50 (51° 38′ 24,6″ N, 13° 33′ 35,4″ O)                                                              | | Seltenheit, Eigenart, Schönheit                | 112     |
| Direkt Bild zu diesem Denkmal hochladen | Stieleiche              | Doberlug-Kirchhain, Bahnwärterhaus Eisenbahnstrecke Schönborn-Forst; Flur 19; Flurstück 275 (Flurstück ist südlich der Bahnstrecke) ()                                | | wissenschaftlich, naturgeschichtlich, Eigenart | 113     |
| Direkt Bild zu diesem Denkmal hochladen | Stieleiche              | Doberlug-Kirchhain, Bahnwärterhaus Eisenbahnstrecke Schönborn-Forst; Flur 19; Flurstück 275 (Flurstück ist südlich der Bahnstrecke) ()                                | | wissenschaftlich, naturgeschichtlich, Eigenart | 114     |
| Weitere Bilder Fotos hochladen          | Winterlinde             | Doberlug-Kirchhain, am Eingang zur Förderschule; Flur 15; Flurstück 637/7 (51° 36′ 31,7″ N, 13° 32′ 45,2″ O)                                                          | | wissenschaftlich, naturgeschichtlich, Eigenart | 115     |
| Direkt Bild zu diesem Denkmal hochladen | Stieleiche              | Doberlug-Kirchhain, Bahnwärterhaus Eisenbahnstrecke Schönborn-Forst; Flur 19; Flurstück 284 (Flurstück befindet sich zwischen Siedlung Schulz und der Bahnstrecke) () | | wissenschaftlich, naturgeschichtlich, Eigenart | 116     |
| Weitere Bilder Fotos hochladen          | Stieleiche              | Doberlug-Kirchhain, an Brücke, Kleine Elster Einfahrt SIZ; Flur 14; Flurstück 315 (51° 36′ 34,4″ N, 13° 32′ 31,5″ O)                                                  | | naturgeschichtlich, Eigenart, Schönheit        | 117     |
| Direkt Bild zu diesem Denkmal hochladen | Maulbeerbaum            | Nexdorf, auf dem Friedhof; Flur 2; Flurstück 482 () | | Seltenheit, Eigenart, Schönheit                | 118     |
| Direkt Bild zu diesem Denkmal hochladen | Platane                 | Doberlug-Kirchhain, Westseite des Friedhofs, Akazienweg; Flur 3; Flurstück 89 ()                                                                                      | | Eigenart, Schönheit                            | 119     |
| Direkt Bild zu diesem Denkmal hochladen | Platane                 | Doberlug-Kirchhain, Westseite des Friedhofs, Akazienweg; Flur 5; Flurstück 29 ()                                                                                      | | Eigenart, Schönheit                            | 120     |
| Direkt Bild zu diesem Denkmal hochladen | Platane                 | Doberlug-Kirchhain, Westseite des Friedhofs, Akazienweg; Flur 5; Flurstück 575 ()                                                                                     | | Eigenart, Schönheit                            | 121     |
| Direkt Bild zu diesem Denkmal hochladen | Platane                 | Doberlug-Kirchhain, Westseite des Friedhofs, Akazienweg; Flur 5; Flurstück 575 ()                                                                                     | | Eigenart, Schönheit                            | 122     |
| BW                                      | Stieleiche              | Doberlug-Kirchhain, Siedlung Schulz am Graben; Flur 13; Flurstück 140 (51° 36′ 53,5″ N, 13° 31′ 21″ O)                                                                | | naturgeschichtlich, Eigenart, Schönheit        | 123     |
| BW                                      | Stieleiche              | Lugau, auf der Dorfaue; Flur 4; Flurstück 681 (51° 36′ 42,8″ N, 13° 35′ 27,2″ O)                                                                                      | | Eigenart, Schönheit                            | 130     |
| Direkt Bild zu diesem Denkmal hochladen | Birne                   | Werenzhain, Hauptstraße 72; Flur 4; Flurstück 17/2 () | | Eigenart, Schönheit                            | 136     |
| BW                                      | Stieleiche              | Werenzhain, hinter den Gärten; Flur 4; Flurstück 533 (51° 39′ 4,5″ N, 13° 32′ 28,2″ O)                                                                                | | naturgeschichtlich, Eigenart, Schönheit        | 137     |
| BW                                      | Stieleiche              | Werenzhain, hinter den Gärten; Flur 4; Flurstück 533 (51° 39′ 4,6″ N, 13° 32′ 29″ O)                                                                                  | | naturgeschichtlich, Eigenart, Schönheit        | 139     |
| Direkt Bild zu diesem Denkmal hochladen | Winterlinde             | Buchhain, Kietzer Straße 1; Flur 4; Flurstück 615 () | | Eigenart, Schönheit                            | 141     |
| BW                                      | Eiche                   | Buchhain, Genossenschaftsstraße; Flur 4; Flurstück 818 (51° 38′ 47,6″ N, 13° 23′ 27,6″ O)                                                                             | | landeskundlich, Eigenart, Schönheit            | 258     |
| Fotos hochladen                         | zweireihige Lindenallee | Doberlug-Kirchhain, Stadtaue und Lindenstraße; Flur 15; Flurstück 425/3 und 514 ()                                                                                    | Die Allee befindet sich im Ortsteil Doberlug auf der Hauptstraße zwischen „Kantorstraße“ und „Am Graben“. | landeskundlich, Eigenart, Schönheit            | 837–924 |
| Weitere Bilder Fotos hochladen          | Stieleichengruppe       | Doberlug-Kirchhain, Klostergarten; Flur 15; Flurstück 1357 (51° 36′ 39,2″ N, 13° 32′ 42,3″ O)                                                                         | | landeskundlich, Eigenart, Schönheit            | 288–294 |